# Yura (chanteuse)
Pour les articles homonymes, voir Yura (homonymie).
Dans ce nom coréen, le nom de famille, Kim, précède le nom personnel.
Kim Ah-young (coréen: 김아영, née le 6 novembre 1992), mieux connue sous le nom de Yura (coréen : 유라), est une chanteuse et actrice sud-coréenne. Elle est membre du girl group sud-coréen Girl's Day formé par Dream Tea Entertainment. Elle est également connue pour avoir de grandes compétences en dessin.

## Biographie

### Jeunesse et éducation
Kim Ah-young est née le 6 novembre 1992 à Ulsan en Corée du Sud. Elle est fille unique. Elle a été à la haute école des arts d'Ulsan en danse majeure. Yura va actuellement à l'université de Dongduk réservé aux femmes, avec une autre membre de son groupe, Minah.

### Carrière
En 2010, Yura devient membre du girl group de K-pop, Girl's Day, quand elle et Hyeri ont remplacé deux des membres, Jiin et Jisun, qui ont quitté le groupe après seulement deux mois.
En 2012, Yura fait ses débuts en tant qu'actrice par le drama chinois, Secret Angel, de Sohu TV, elle joua le rôle de Yubin. Elle a fait une collaboration avec un autre groupe de son label, Jevice pour le single "I Want To Love Now". Yura a aussi eu le rôle de Lee Eun-yeong, qui est fan de Kang Tae-jin dans le drama de SBS, To the Beautiful You.
Elle a assuré ses jambes pour une valeur de 448 000 dollars soit 500 000 000 ₩.

## Discographie

### En collaboration
| Année | Titre                                               | Album         |
| ----- | --------------------------------------------------- | ------------- |
| 2010  | "I Want to Love Now" (en collaboration avec Jevice) | Pas de sortie |

## Filmographie

### Dramas
| Année | Titre                                          | Rôle          | Chaîne     | Notes                 |
| ----- | ---------------------------------------------- | ------------- | ---------- | --------------------- |
| 2010  | I Trusted Him                                  |               | MBC        | Caméo                 |
| 2012  | The Secret Angel                               | Yubin         | Sohu       | Rôle secondaire       |
| 2012  | To the Beautiful You                           | Lee Eun-young | SBS        | Rôle secondaire       |
| 2013  | Reckless Family 3                              | Park Yoo-ra   | MBC Every1 | Rôle principal        |
| 2013  | Family                                         | Caméo         | KBS2       | Apparitions spéciales |
| 2013  | The Clinic for Married Couples: Love and War 2 | Yoo Jung      | KBS2       | Rôle principal        |
| 2013  | The Dramatic                                   | Yu-ra         | MBC Every1 | Rôle principal        |
| 2014  | Be Arrogant                                    | Hong Ha-ra    | SBS Plus   | Rôle principal        |
| 2016  | After the play ends                            | Jenny         | tvN        | Rôle principal        |

### Émissions de télévision
| Année     | Titre                             | Chaîne              | Note(s)                                                                         |
| --------- | --------------------------------- | ------------------- | ------------------------------------------------------------------------------- |
| 2010      | We Are Dating                     | MBC1                | Rôle principal                                                                  |
| 2012      | Family                            | KBS                 | Caméo en tant que personnage dans le novel fan-fiction de Woo-bong (Épisode 11) |
| 2013      | Running Man                       | SBS                 | Invitée avec Minah,                                                             |
| 2014      | Infinity Challenge                | MBC                 | Invitée pour le nouvel an lunaire                                               |
| 2014      | Fashion Killa                     | OnStyle             | Invitée                                                                         |
| 2014      | Quiz to Change the World          | MBC                 | Invitée avec Sojin                                                              |
| 2014      | Eco Village                       | SBS                 | Invitée                                                                         |
| 2014-2015 | Idol Star Athletics Championships | MBC                 | Participante                                                                    |
| 2014-2015 | We Got Married                    | MBC                 | Actrice principale avec Hong Jong-hyun (Épisodes 91-131)                        |
| 2015      | K-pop Star 4                      | SBS                 | MC avec Jun Hyun-moo                                                            |
| 2015      | Off to School                     | JTBC                | Actrice principale                                                              |
| 2015      | I Live Alone                      | MBC                 | Invitée                                                                         |
| 2015      | Escape Crisis No. 1               | KBS2                | Invitée (Épisodes 422, 441, 485),                                               |
| 2015      | Hello Counselor                   | KBS2                | Invitée avec Sojin                                                              |
| 2015      | Super Idol!                       | MBC Music & TV Zone | MC                                                                              |
| 2015      | After School Club                 | Arirang             | Invitée                                                                         |
| 2015      | Quiz to Change the World          | MBC                 | Invitée avec Sojin                                                              |
| 2015      | Weekly Idol                       | MBC Every1          | Invitée avec Sojin et Minah dans l'épisode 210                                  |
| 2015      | One Fine Day                      | MBC Music           | Actrice principale                                                              |
| 2015      | Running Man                       | SBS                 | Invitée (Épisode 263)                                                           |
| 2015      | Let's Go! Dream Team Season 2     | KBS2                | Invitée                                                                         |
| 2016      | My Little Television              | MBC                 | Invitée                                                                         |
| 2016      | Happy Together                    | KBS                 | Invitée avec Hyeri (Épisode 444)                                                |
| 2016      | The Return of Superman            | KBS2                | Ange du matin (Épisode 125)                                                     |
| 2016      | Tasty Road                        | Olive TV            | MC avec Kim Min-jung                                                            |

### Apparition dans des clips vidéos
| Année | Chanson          | Artiste(s)          | Rôle             |
| ----- | ---------------- | ------------------- | ---------------- |
| 2014  | "Night and Day"  | Wheesung            | Femme principale |
| 2015  | "On a Rainy Day" | Party Street        | Femme principale |
| 2015  | "I Am Korea"     | Différents artistes | Elle-même        |

## Récompenses et nominations
| Année | Titre                          | Catégorie           | Travail nommé  | Résultat |
| ----- | ------------------------------ | ------------------- | -------------- | -------- |
| 2014  | MBC Entertainment Awards       | Rookie Female Award | We Got Married | Lauréat  |
| 2015  | 2015 Cable TV Broadcast Awards | Popularity Award    | Dodohara       | Lauréat  |